# FM 도쿠시마
FM도쿠시마는 일본의 FM라디오 방송국으로 1992년 4월 1일 개국했으며 도쿠시마현에서 방송을 실시하고 있다.
JFN에 가맹했으며 애칭은 Passion Wave, 콜사인은 JOMV-FM이다.

## 개요
- 도쿠시마현 북부 지역 대다수에서는 가가와현의 FM방송국 FM가가와를 청취할 수 있기 때문에 이 지역에 사는 사람들은 FM가가와를 듣는 경우가 있다.
- 일기예보의 경우 기본적으로 도쿠시마현의 날씨를 전하고 있지만, 시간이 있으면 와카야마나 주변 부현의 날씨도 방송하는 경우가 있다.

## 주파수
- 도쿠시마 방송국:80.7MHz(출력:1kW)
- 히와사 중계국:77.7MHz(출력:100W)
- 이케다 중계국:82.3MHz(출력:10W)
- 아난 중계국:78.4MHz(출력:10W)

## 연혁
- 1991년 4월 5일 - 라디오 예비 면허 교부.
- 1991년 6월 24일 - 주식회사 FM도쿠시마 설립.
- 1992년 4월 1일 - FM고치, FM사가와 같은 날에 개국, 본방송을 개시.
- 1995년 1월 30일 - FM 문자다중방송 예비 면허 교부.
- 1995년 4월 1일 - FM 문자다중방송 개시.
- 2009년 4월 1일 - 긴급 지진 속보 운용 개시.
- 2014년 3월 31일 - FM 문자다중방송 종료.

## 도쿠시마현에 있는 다른 텔레비전·라디오 방송국
- NHK 도쿠시마 방송국
- 시코쿠 방송(JRT, TV는 니혼 TV 계열국, 라디오는 JRN&NRN계열국)